# 李友吉
李友吉，中華民國（台灣）政治人物，曾擔任國民大會代表，後代表中國國民黨以工人團體當選為第一屆第三、四、五、六次增額立法委員，復以全國不分區當選為第二、三屆立法委員。
1999年2月至2005年1月擔任第三屆監察委員。